# Vlag van Saksen-Altenburg
Saksen-Altenburg, een van de Ernestijnse hertogdommen in het huidige Thüringen, heeft drie verschillende vlaggen gebruikt. De eerste vlag van het hertogdom, een groen-witte tweekleur, werd aangenomen in 1832. Dezelfde vlag werd tegelijkertijd gebruikt in Saksen-Meiningen en Saksen-Coburg en Gotha. In 1893 nam de regering een nieuw ontwerp aan, waarin de groene en witte banen werden omgewisseld en het wapenschild van Saksen, gekroond met de hertogelijke kroon, in het midden van de vlag werd geplaatst. Later in het jaar werden de banen opnieuw omgewisseld, zodat de volgorde weer groen-wit werd. Deze vlag bleef in gebruik tot het einde van de monarchie in 1918. De Vrijstaat Saksen-Altenburg voerde tijdens zijn korte bestaan van 1918 tot 1920 de groen-witte vlag zonder kroon.
| Vexillologisch symbool voor een civiele vlag en dienstvlag te land | Vexillologisch symbool voor een civiele vlag en dienstvlag te land | Vexillologisch symbool voor een civiele vlag en dienstvlag te land | Vexillologisch symbool voor een civiele vlag en dienstvlag te land |